# Санти Нгом
Санти Нгом е френски футболист на Левски София. Роден е 7 март 1993 г. в Льо Ман.

## Кариера
Санти Нгом започва кариерата си в родния Льо Ман, стига и до първия отбор и дебютира в мъжкия футбол. През 2011 г. е трансфериран в Гингам. Там изкарва 2 години преди да премине в Б отбора на Пари Сен Жермен. През есента на 2015 г. кара пробен период първо в Пирин, а след това в Левски София. Ръководството на „сините“ харесва изявите му и той подписва договор докрая на сезона с опция за удължаване с 1 година. 